# Martin Mastnak
Martin Mastnak - Rottnest, slovenski glasbenik, skladatelj, kitarist, producent,* 8. avgust 1969, Melbourne, Avstralija.
Živi in dela v Celju. Njegov glasbeni izraz bazira na eksperimentiranju z zvočnimi efekti, 
nenavadnimi pristopi pri snemanju električne kitare - v glasbeno produkcijo pa vključuje zvoke iz 
vsakdanjega življenja. Je pisec besedil in skladatelj alternativne rock glasbe. 
V letu 2015 je ponovno sestavil skupino DeTonator in z njo posnel album Dar Mar.

## Diskografija

### Actooon
- Actooon/Fretlessguitarland (Slušaj najglasnije, Zagreb, 2007)
- Actooon/Cemetary Land 2 (Slušaj najglasnije, Zagreb, 2007)
- Rehab Group/Funkyguitarland (Slušaj najglasnije, Zagreb, 2007)
- Actooon/Prošlo je 30 godina (Slušaj najglasnije, Zagreb, 2007)
- Actooon/Willy Vodka 0'6 44% i tvornica čokolade za šečeraše (Slušaj najglasnije, Zagreb, 2007)

### Detonator
- Detonator/Moje pesmi, moje sRanje (2001, samozaložba)
- Detonator/2001-2009 (2014, Slušaj Najglasnije, Zagreb)
- DeTonator/Dar Mar (2015, Slušaj najglasnije, Zagreb)

### Stara Mama Bend
- Stara Mama Bend I. (2015)
- Stara Mama Bend II. – Hipi generacija (2015)
- Stara Mama Bend III. – Status Mama Boogierama (2015)
- Nove pesmi za gospodarsko krizo (2015)
- Sgt. Cepuš Lonely Krajnc Club Martini (2015)
- Ven, glej, nosijo mrliče - pesmi Nicka Cava (2015)
- Buzdovan (2015)
- Stara MAMA Bend ((De)beli album) (2015)
- Moderato cantabile - pesmi Arsena Dedića (2015)
- Ni da ni (2015)